# Paraderris
Paraderris (Miquel) R. Geesink – rodzaj roślin z rodziny bobowatych (Fabaceae). Według The Plant List obejmuje co najmniej 7 gatunków. 

## Systematyka
Pozycja według APweb (aktualizowany system APG III z 2009)
Jeden z rodzajów plemienia Millettieae z podrodziny bobowatych właściwych (Faboideae) z rodziny bobowatych (Fabaceae) należącej do rzędu bobowców (Fabales) reprezentującego dwuliścienne właściwe.
Wykaz gatunków
| - Paraderris canarensis (Dalzell) Adema - Paraderris cuneifolia (Benth.) R. Geesink - Paraderris elliptica (Wall.) Adema - Paraderris glauca (Merr. & Chun) T.C. Chen & Pedley - Paraderris hainanensis (Hayata) Adema - Paraderris hancei (Hemsl.) T.C. Chen & Pedley - Paraderris malaccensis (Benth.) Adema |